# Felsritzungen von Stein
Die Felsritzungen von Stein (auch von Steinsodden oder Stenstranda genannt) liegen auf einem Findling, der nur etwa 30 Meter vom Ufer des Mjøsa (See) entfernt, auf dem namengebenden Hof Stein, im Naturschutzgebiet auf der Halbinsel Steinsodden, westlich der Kirche von Ringsaker, südlich von Moelv im Fylke Innlandet in Norwegen liegt.
Basierend auf dem Design unterscheiden die Archäologen zwischen den Ritzungen der Ackerbauern und denen der Jäger und Sammler wie die von Stein. Der gegen die Abwitterung mit einem Dach geschützte Findling trägt insgesamt 20 Figuren, von denen 16 als Elche identifiziert werden können.

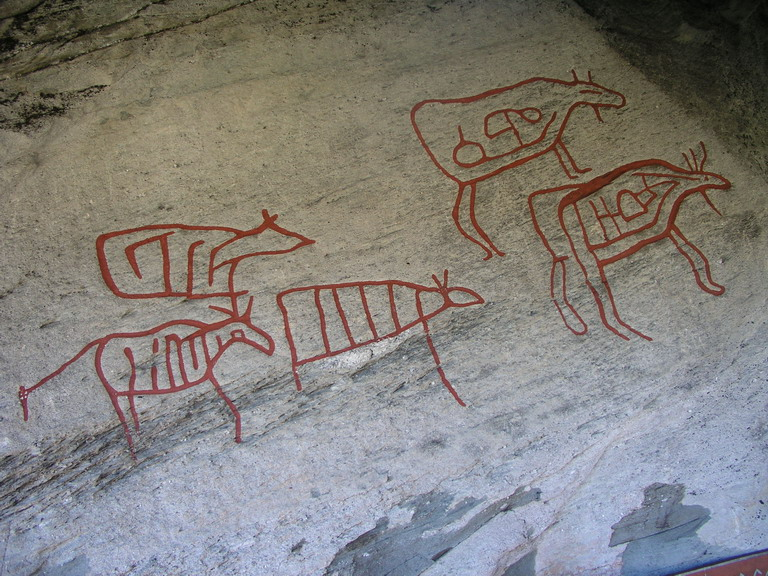
Elche auf dem Findling von Stein
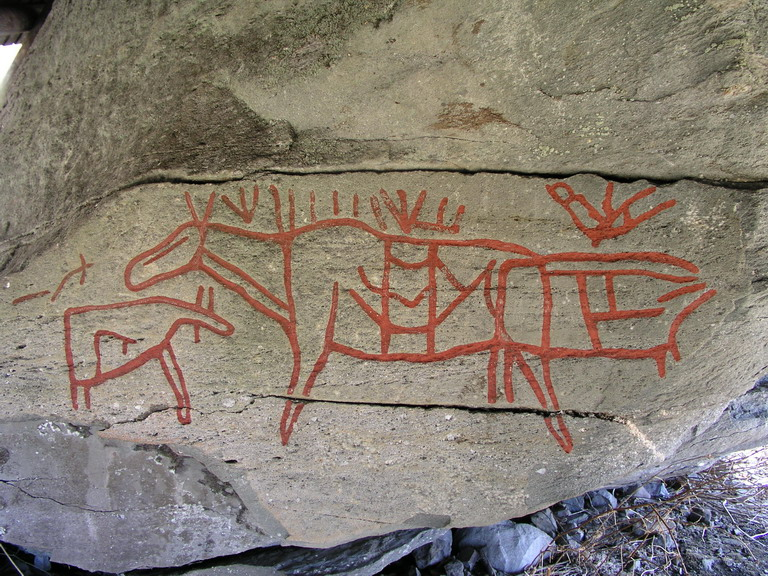
Elche auf dem Findling von Stein

In der Nähe liegt der Zwölfsteinring von Moelv.